# Koszarawa
Koszarawa – wieś w Polsce położona w województwie śląskim, w powiecie żywieckim, w gminie Koszarawa, ok. 20 kilometrów od Żywca. W latach 1975–1998 miejscowość administracyjnie należała do województwa bielskiego.
Miejscowość jest siedzibą gminy Koszarawa. Według danych GUS z 30 czerwca 2020 r. zamieszkiwały ją 2362 osoby.
Nazwa pochodzi z języka wołoskiego (por. rum. coşar – „stodoła, obora”), na Podhalu i w Beskidach polskich koszar oznacza „przenośną zagrodę dla owiec”.

## Turystyka
Miejscowość położona jest w dolinie rzeki Koszarawy (prawy dopływ Soły) i na stokach gór tworzących zbocza tej doliny. Góry te należą do kilku pasm: Grupa Mędralowej, Pasmo Jałowieckie, Pasmo Solnisk i Pasmo Laskowskie. Wszystkie te pasma, według opracowanego przez Jerzego Kondrackiego podziału geograficznego Polski należą do Beskidu Makowskiego. Jest kilka szlaków turystycznych, m.in. na Babią Górę. We wsi znajdują się gospodarstwa agroturystyczne.
Można z niej dostać się do Chatki na Lasku (Studenckie Schronisko Turystyczne „Lasek”).

## Części wsi
Integralne części wsi Koszarawa:
przysiółkiBeskidek, Bystra, Cicha, Duchałówka, Fujasy, Jałowiec, Kalikowie, Kuflówka, Majdaki, Molusiówka, Mrowcowie, Na Potokach, Pająkówka, Pod Halą, Przysłop, Pustelniki, Siurówki, U Moców, U Pytli, W Tajchu, Za Dolną, Za Grapą, Zimna Woda, Żłabne
części wsiSternale, U Jury, U Lacha, U Orawina, U Pietrynków, U Sitarza, Walczaki

## Galeria

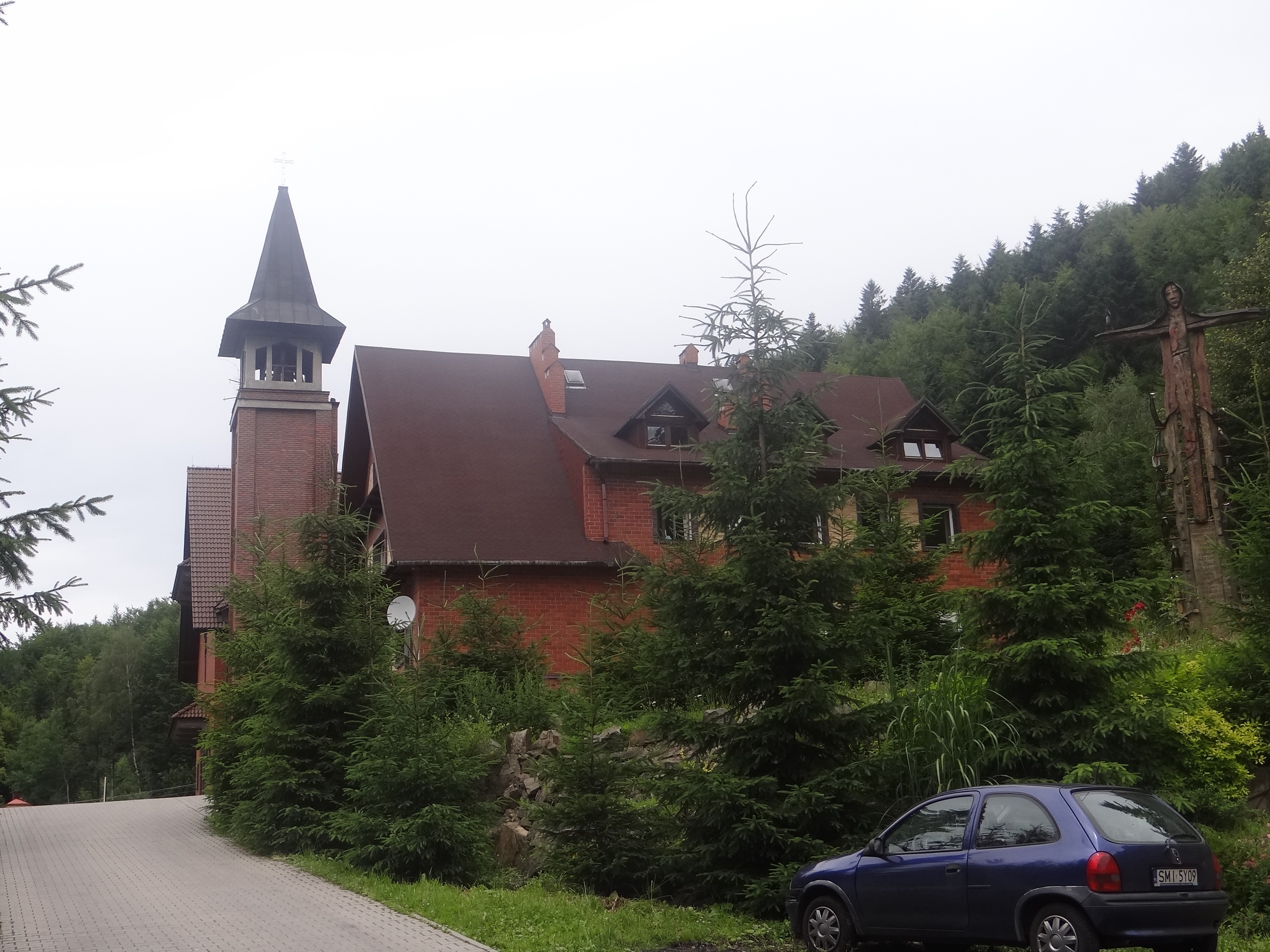
Kościół w Koszarawie-Bystrej
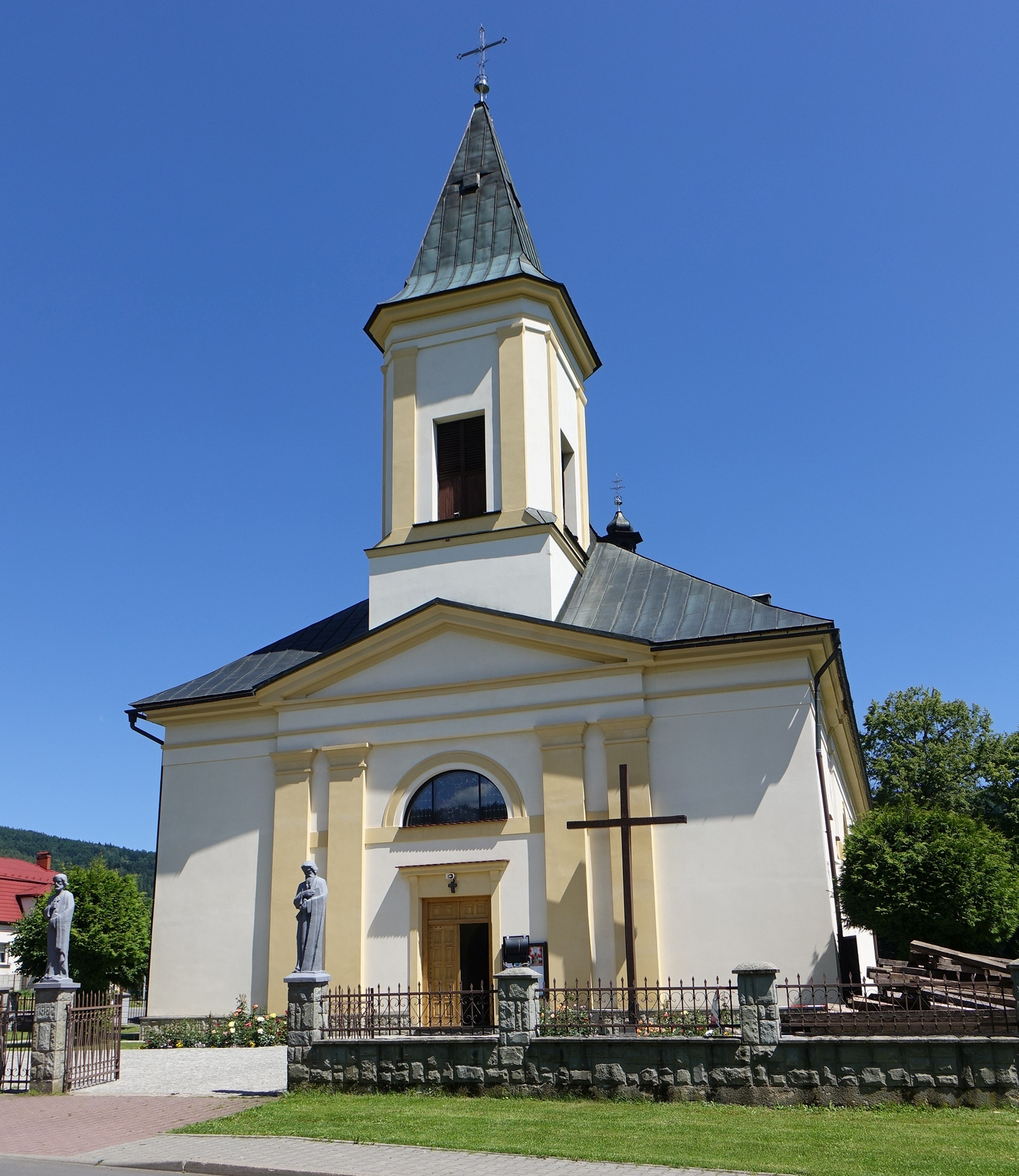
Kościół w Koszarawie
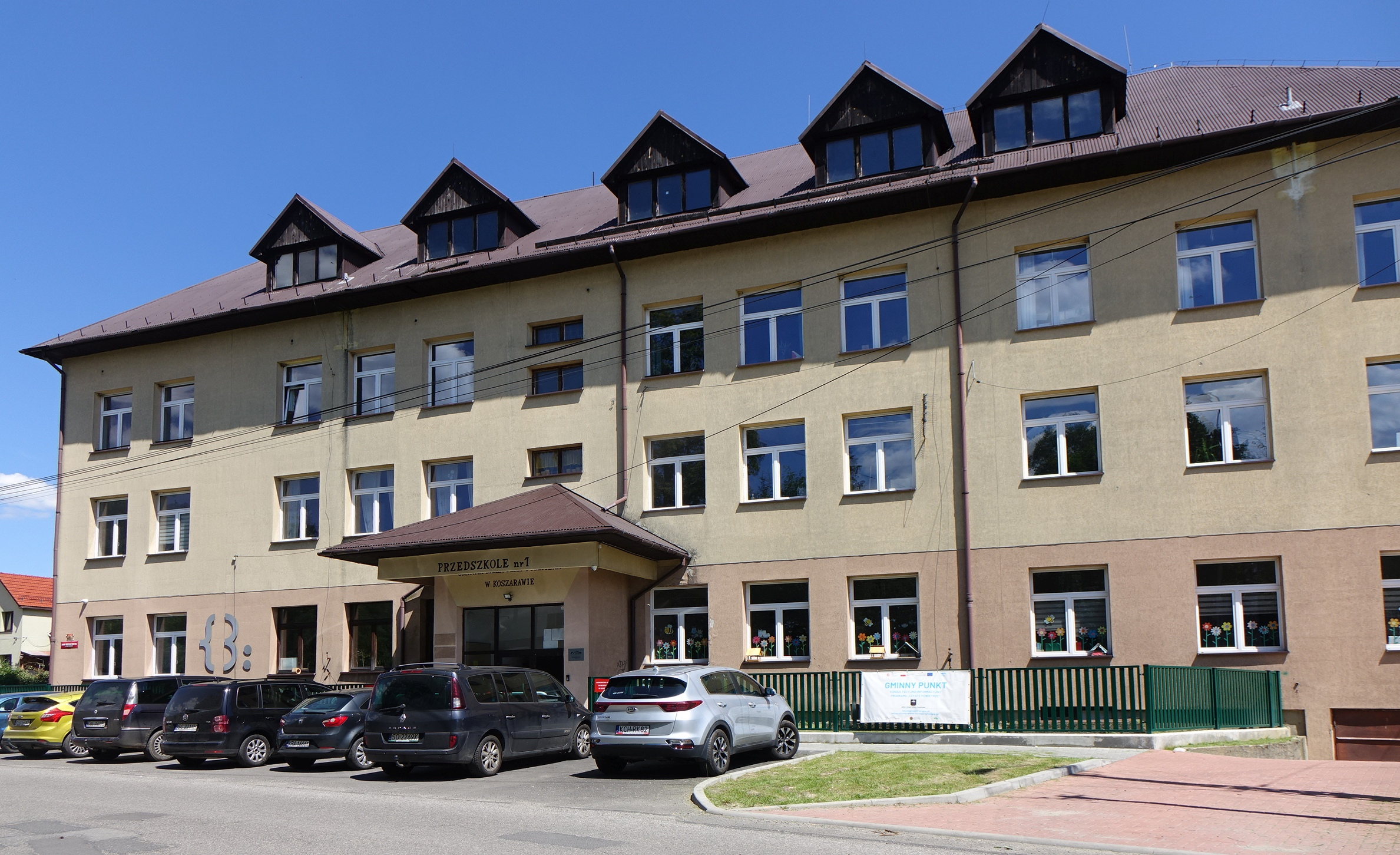
Przedszkole
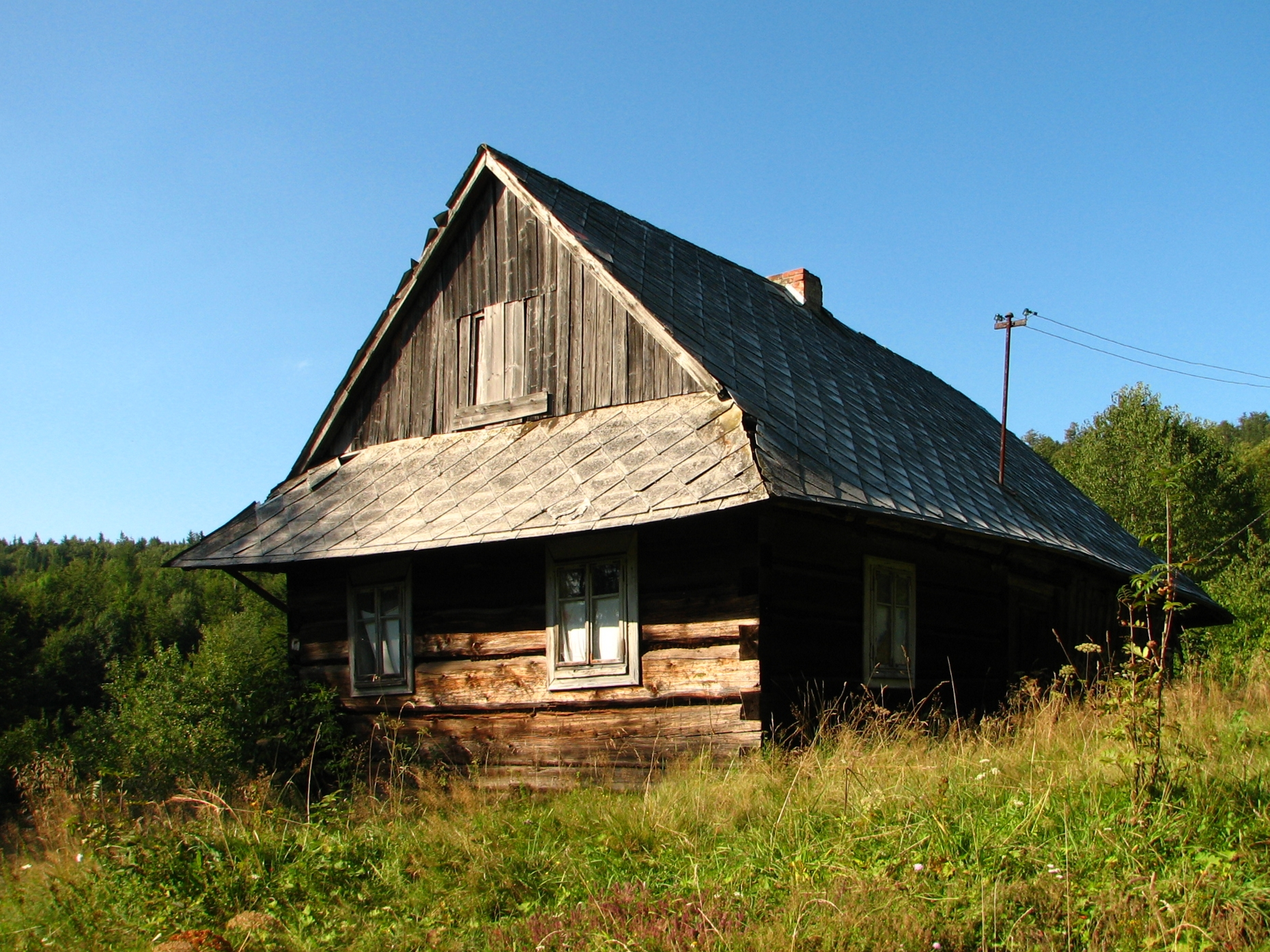
Stary dom